# Naratsch (Fluss)
Der Naratsch (belarussisch: Нарач, polnisch: Narocz, litauisch: Narutis) ist ein 75 km (nach anderer Angabe 67,4 km) langer Fluss in Belarus.

## Geografie
Der Fluss entspringt in der Minskaja Woblasz aus dem rund 79 km² großen See Naratsch (Возера Нарач), fließt in südlicher Richtung ab und mündet rechtsseitig in die Neris, die in Belarus als Wilia (Вілія) bezeichnet wird. Das Einzugsgebiet wird mit 1650 km² (alternativ mit 1598 km²) angegeben.